# Rheumadecke
Rheumadecken sind wärmende Decken, die für an Rheumatismus leidende Menschen gedacht sind. Sie bestehen oft aus Naturfasern, z. B. Schurwolle, die entstehende Feuchtigkeit aufnehmen können. Durch die unter der Decke entstehende trockene Wärme sollen die Krankheitsbeschwerden gelindert werden.
Rheumadecken wurden in Deutschland in den vergangenen Jahrzehnten zu überhöhten Preisen oft auf so genannten Kaffeefahrten verkauft, die hauptsächlich von Rentnern besucht werden. 
Früher bestanden Rheumadecke häufig aus Katzen- oder Hundehaaren. Der Import solcher Produkte ist in Deutschland inzwischen verboten. Gelegentlich sind auch bestimmte Materialien wie z. B. Kupfer eingearbeitet, die angeblich durch Magnetismus oder aufgrund anderer Erklärungen eine heilende Wirkung in Bezug auf die Krankheit selbst haben, was aber jeder Grundlage entbehrt.
Die deutsche Rheuma-Liga beurteilt spezielle Rheumadecken als überflüssig, da jede Naturhaardecke  für einen angemessenen Wärmestau sorgen und ausreichend Feuchtigkeit aufnehmen kann. 
Rheumadecken sind zu einem Symbol für ein betrügerisch vermarktetes und überteuertes Produkt geworden und finden sich als solches häufig in Literatur und Filmen wieder. Ein bekanntes Beispiel ist der deutsche Spielfilm Traumschiff Surprise, in dem ein Wildwest-Bösewicht älteren Damen im Saloon Rheumadecken verkauft.